# Herb gminy Jedwabno
Herb gminy Jedwabno – jeden z symboli gminy Jedwabno w postaci herbu.

## Wygląd i symbolika
Herb przedstawia w polu złotym czerwony zamek z pojedynczą wieżą pośrodku, nakrytą trójkątnym daszkiem zwieńczonym chorągiewką w lewo, w bok od wieży na blankowanym murze czarne kormorany zrywające się do lotu, pod zamkiem srebrno-błękitne fale.
Czerwony zamek symbolizuje grodzisko Galindów, na miejscu którego powstała w XIV wieku budowla obronna, wokół której rozwinęło się Jedwabno. Woda nawiązuje zarówno do rzek i jezior gminy jak i do funkcji obronnych dawnego zameczku. Symbolem bogactwa miejscowej fauny są kormorany.

## Historia
Wygląd herbu został prowadzony uchwałą Rady Gminy Jedwabno z dnia 12 października 1999 roku.